# Halemer See
Der Halemer See ist ein 0,80 Quadratkilometer (= 80 Hektar) großer Moorsee nordwestlich der Ortschaft Flögeln, unweit des Moorheilbades Bad Bederkesa im Norden von Niedersachsen. 
Der Halemer See ist einer der vier Moorseen der so genannten „Vier-Seen-Platte“ mit dem Bederkesaer, dem Flögelner, dem Halemer und dem Dahlemer See. Der See liegt vollständig im Naturschutzgebiet Ahlen-Falkenberger Moor, Halemer/Dahlemer See. Er ist am westlichen Ende unmittelbar mit dem Dahlemer See verbunden. Zum Flögelner See besteht ein natürlicher Seeabfluss.
Ein vier Meter hoher Aussichtsturm am Nordufer bietet einen Blick auf den See, seine Pflanzen- und Tierwelt und ein sich südlich des Sees auf der Geest ausbreitendes Waldgebiet. Am See nisten zahlreiche Vogelarten. Im Winter werden oft Singschwäne beobachtet.
Der See ist verpachtet und deshalb kein Angelrevier.
1485 wird der See erstmals urkundlich erwähnt (Hole See). Der Name leitet sich vom niederdeutschen Wort hahl für 'seicht, trocken' ab. Die heutige Namensform ist eine Anlehnung an den Dahlemer See.